# Cayo Bahía Honda
Cayo Bahía Honda es una isla estadounidense en la parte meridional de los Cayos de la Florida.
La vía conocida como U.S. 1 (o la Autopista de ultramar) cruza el cayo, entre Cayo Ohio y Cayo Spanish Harbor al oeste de Maratón, cerca del extremo oeste del Puente de las Siete Millas (Seven Mile Bridge).
La isla está prácticamente deshabitada, siendo el lugar donde se ubica el Parque Estadal de Bahía Honda que ocupa una superficie de 2,12 kilómetros cuadrados. Establecido en 1961, el parque ocupa la Mayor parte de la isla. El canal en el extremo oeste de la isla es uno de los más profundos cauces naturales de los Cayos de Florida.